# 浔峰岗停车场
浔峰岗停车场是广州地铁6号线的车辆基地，位于白云区金沙街道浔峰岗的山谷内。停车场与东侧的浔峰岗站接轨，场内亦设有6号线的运营控制中心。

## 设施
初期计划的六号线西起浔峰岗，东至高塘石，于路线西端设浔峰岗停车场，路线东端设高塘石车辆段。其后由于初期路线建造范围仅为浔峰岗至长湴，因此浔峰岗停车场亦设有试车线、列车卸载设备，以承担初期的车辆段功能。
由于6号线在正线使用第三轨供电，在车辆段使用接触网供电，因此车辆段入口设有一段同时存在接触网和第三轨的轨道供列车转换。

## 历史
浔峰岗停车场于2008年11月28日正式开工建设。2012年11月19日，浔峰岗停车场通过竣工验收，并在次日完成“三权”移交。